# 香長村
香長村（かちょうむら）は、高知県長岡郡にあった村。現在の南国市の南半にあたる。

## 地理
- 海洋：土佐湾
- 山岳：鉢伏山、吾岡山
- 河川：物部川、秋田川、後川、後川放水路
- 湖沼：石土池

## 歴史
- 1956年（昭和31年）9月30日 - 長岡郡大篠村・三和村・稲生村・十市村・香美郡前浜村・日章村が合併して長岡郡香長村が発足。
- 1959年（昭和34年）10月1日 - 後免町・野田村・岡豊村・香美郡岩村と合併して南国市が発足。同日香長村廃止。
- 1989年（平成元年）4月1日 - 廃止後に旧稲生村のうち、字クヅレ山・大ダヲ山の各一部を高知市に編入。潮見台三丁目の一部となる。

## 交通

### 鉄道路線
- 土佐電気鉄道（現・とさでん交通）
  - 安芸線（1974年廃止）
    - 後免町駅 - 立田駅 - 日章駅

  - 後免線
    - 後免町停留場

現在は旧村域に土佐くろしお鉄道阿佐線（ごめん・なはり線）の後免町駅・立田駅が所在するが、当時は未開業。

### 道路
- 国道194号（現・国道55号）
- 国道195号

### 空港
現在は旧村域に高知空港が所在するが、当時は高知飛行場。